# MÁV-Baureihe M46
Die MÁV-Baureihe M46 ist eine 1960 entwickelte und 1961–1964 in sieben Exemplaren an die Magyar Államvasutak (MÁV) ausgelieferte vierachsige Diesellokomotive, die für den Personenzugdienst auf Nebenbahnen und den leichten Güterzug- und Personenzugdienst auf Hauptbahnen entwickelt wurde.
Es wurden weitere Exemplare als Industrieversion gefertigt, die zur Unterscheidung von der später gelieferten M40 (A27) als Reihe A271 bezeichnet wurden.

## Geschichte
Die Lokomotive entstand als eine verstärkte Version der Baureihe M31, die bei höherer Leistung gleichzeitig mit geringerer Achslast freizügiger eingesetzt werden konnte. Dazu war sie für den Personenzugdienst durch die Ausführung mit einer Dampfheizanlage ausgerüstet. Die Lokomotive gab es als Ganz DHM 3 und Ganz DHM 4 mit Unterschieden in der Maschinenanlage.
Es wurden nur sieben Exemplare der Lokomotive gebaut. Die Baumusterlokomotive M46 2001 ist Bestandteil des Bahnpark Budapest,

## Technik

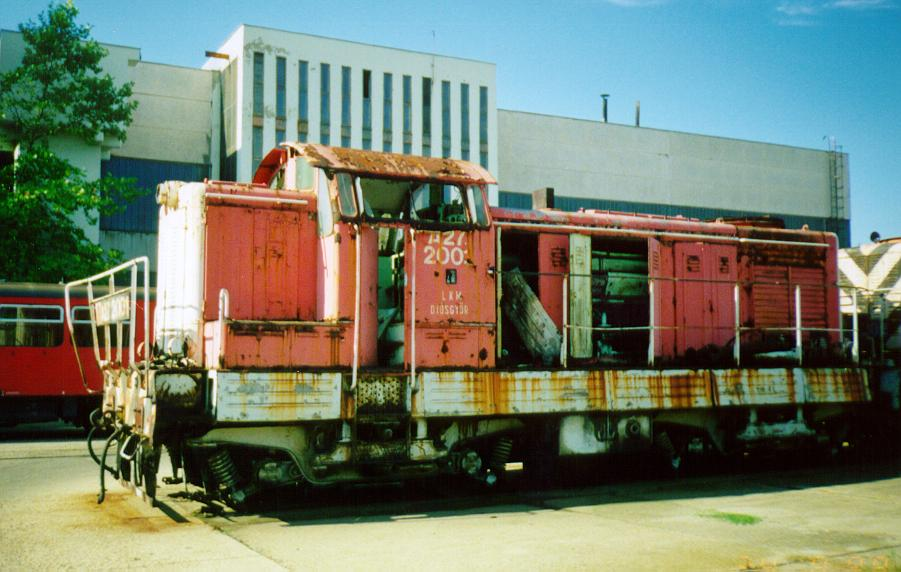
Foto der Maschinenaufteilung einer M46 in der Industrieversion

Die Lokomotive besitzt zwei Vorbauten mit einem außermittig angeordneten Führerstand. Je nach geliefertem Typ unterschieden sich die Lokomotiven in ihrer Motorisierung und der Bauart des Heizkessels mit Unterschieden in den Maßen des Fahrwerkes. Die Motorausrüstung und die Hilfsbetriebe waren im vorderen, längeren Vorbau untergebracht, im hinteren Vorbau war neben der Batterie der Heizkessel platziert. Das hydraulische Getriebe lag unter dem Führerstand. Dieser hatte dieselbe Breite des Rahmens, sodass durch die schmaleren Vorbauten eine gute Sicht von dem Führerstand gewährleistet war. Der Rahmen der Lokomotive ist in Schweißkonstruktion entstanden und trägt an den Enden die übliche Zug- und Stoßeinrichtung. Die Wartungsklappen der Vorbauten sind von dem Umlauf aus gut zu erreichen. An den Stirnseiten der Lokomotive sind Übergänge vorhanden. Der Lokomotivrahmen stützt sich über vier in Gummi gelagerte Pendel jeweils auf ein Drehgestell ab. Der Drehgestellrahmen ist H-förmig gestaltet und aus abgekanteten Stahlblechen verschweißt. Er ist mit einem Hebelsystem mit dem Lokrahmen verbunden, dieses übernimmt auch die Übertragung der Brems- und Zugkräfte. Auch die Radsätze werden über gummigelagerte Hebelsysteme im Drehgestellrahmen geführt. Abgefedert wird der Drehgestellrahmen gegen den Lokrahmen mittels Schraubenfedern. Auch an jedem Radlenker greifen Doppelschraubenfeder an, die über Ausgleichhebel und Zugstange mit dem Federsatz des zweiten Radlagers verbunden sind. Ein zusätzlicher Achsausgleich sind zwei hintereinandergeschaltete Schraubenfedern, die zwischen den Radsätzen horizontal angeordnet sind und über je eine Druckstange am Radlenker angreifen. Die Druckluftbremse Bauart Knorr greift mit zwei Bremszylindern auf das Bremsgestänge ein, ebenso besitzt die Lokomotive eine Direkte Bremse, die Handbremse wirkt auf das Drehgestell unter dem Führerstand.
Angetrieben wurde die Diesellokomotive DHM 3 von einem Zwölfzylinder-Viertakt-Dieselmotor der Reihe Ganz-Jendrassik 12 JvF 170/240. Dieser Motor stimmte mit dem der Baureihe M31 überein, die Mehrleistung wurde durch Aufladung erreicht. Die Lokomotiven DHM 4 besaßen eine nochmals erhöhte Motorleistung, was sich geringfügig auf Dienstmasse, Achslast und Fahrzeugmaße auswirkte. Die hydrodynamische / mechanische Kraftübertragung war durch ein dreistufiges Getriebe vom Typ HM 612-20 von Hydro-Ganz geprägt. In der ersten Stufe wurde die Kraftübertragung durch einen Anfahrwandler vorgenommen, in der zweiten und dritten jeweils durch eine mechanische Lamellenkupplung. Die Schaltung geschah abhängig von der Fahrgeschwindigkeit. Bei 26 km/h wurde die Schaltung zwischen Anfahrwandler und Kupplung 1 vorgenommen, bei 47 km/h geschah die Schaltung zwischen Kupplung 1 und 2.  Das daran anschließende Wendegetriebe hatte ständig im Eingriff stehende Zahnradpaare, deren Kraftfluss mit Klauenkupplungen pneumatisch geschaltet wurde. Notfalls war eine Schaltung von Hand möglich. Von hier wurden die inneren Radsätze der Drehgestelle angetrieben, für die äußeren versahen Durchtriebe den weiteren Antrieb.  Elektropneumatisch wurde das Strömungsgetriebe geschaltet. Die Kühleranlage entsprach der M 31. Unterschiede zwischen beiden Gattungen gab es in der Ausführung des Heizkessels. Bei der DHM 04 wurde ein automatischer Ölheizkessel verwendet.
Die Lokomotive besaß ein Bordnetz von 72 V, dass durch einen Gleichstromgenerator mit einer Leistung von 6 kW gespeist wurde. Ebenso wurde auch die Batterie des Fahrzeuges dadurch gespeist. Die Verlustwärme vom Dieselmotor und dem Getriebe wurden von einem Wasserkühler mit seitlichen Kühlelementen abgekühlt. Als zusätzliche Abkühlung diente ein vom Dieselmotor mit schaltbarem Getriebe angetriebenes Lüfterrad. Der Kühlkreislauf durchlief die Elemente Schmierölwärmetauscher, Getriebeölwärmetauscher, Dieselmotor, Führerhausheizung sowie Kühler und wurde von einer Kühlwasserpumpe angetrieben. Für die Zugheizung bzw. zum Vorwärmen des Dieselmotors besaß die Lokomotive einen automatischen und mit Öl beheizten Dampfheizkessel. Die Dampfleistung von ihm betrug bei einem Überdruck von 5 bar 450 kg/h. Automatische Sicherungsschalter und Anzeigeinstrumente überwachten die Maschinenanlage. Die Steuerung der Diesellokomotive ermöglichte eine Vielfachsteuerung von zwei Lokomotiven von einem Führerstand aus. Gesteuert wurde der Dieselmotor über sieben Fahrstufen.